# VfL Wolfsburg
VfL Wolfsburg er en fodboldklub i byen Wolfsburg i Niedersachsen, Tyskland. Klubben er ejet 100% af Volkswagen AG, der også sponsorerer byens stadion, der har fået navnet Volkswagen-Arena. Stadion kan rumme 30.000 tilskuere. Klubben sikrede sig, i sæsonen 2008/2009, det hidtil eneste nævneværdige trofæ, da det tyske mesterskab blev hjemført.

## Historie
VfL Wolfsburg blev stiftet den 12. september 1945. Da klubben blev stiftet var det kun syv år efter, at byen Wolfsburg blev grundlagt omkring Volkswagens fabrik. Klubben blev stiftet som en multisportsklub for arbejder hos Volkswagen, og har siden starten fået blandt andet gymnastik, håndbold, basketball, hockey, atletik, svømning og selvfølgelig fodbold som de første sportsgrene. Seneste tilføjelse er motorsport fra 2005.
I mange år spillede klubben i de lavere rækker, men i 1993 rykkede klubben for tredje gang op i 2. Bundesliga, hvor den, i modsætning til 1974 og 1976 ikke rykkede ned igen. I 1997 rykkede klubben op i Bundesligaen, hvor den har ligget siden, på trods af spådomme om en hurtigt nedrykning i den første sæson.
I 2003 tabte Wolfsburg finalen i Intertoto Cupen til AS Perugia, og kom dermed ikke med i UEFA Cuppen.
Klubbens placering i 2004/05-sæsonen var en 9. plads. I sæsonen 2005/2006 præsterede de dog ikke så godt som sæsonen før – sæsonen endte med en skuffende 15. plads, en bedrift der blev gentaget året efter. I 2007/08-sæsonen blev der dog sat ny rekord i klubben, da den endte på en flot 5. plads, for allerede året efter at hjemtage det første tyske mesterskab til klubben, nogensinde. Klubben vandt mesterskabet med tre point ned til rækkens nummer to, FC Bayern München. Dette betød også, at klubben skulle ud at spille UEFA Champions League for første gange i klubbens historie, i sæsonen 2009/10.
I samme sæson satte klubbens to frontangribere, Edin Dzeko og Grafite, to imponerende rekorder: De var de første to spillere fra samme klub til at score over 20 mål i samme sæson i Bundesligaen. De slog også rekorden fra 1973 for flest scorede mål af to angribere for samme hold, med 54 mål i alt (Grafite: 25 kampe/28 mål; Edin Dzeko: 32 kampe/26 mål).

## Resultater
Tysk mester
- Vinder (1): 2009

2. Bundesliga
- Sølv (1): 1997

DFB-Pokal
- Sølv (1): 1995

Oberliga-Nord
- Vinder 1991,1992

## Klubrekorder

### Flest kampe
Oversigten er opdateret til og med 18. februar 2022
| Nr. | Spiller           | Kampe | Periode   |
| --- | ----------------- | ----- | --------- |
| 1   | Olaf Ansorge      | 353   | 1981-1992 |
| 2   | Maximilian Arnold | 339   | 2011-     |
| 3   | Diego Benaglio    | 321   | 2008-2017 |
| 4   | Marcel Schäfer    | 312   | 2007-2017 |
| 5   | Uwe Otto          | 302   | 1980-1992 |

### Flest mål
Oversigten er opdateret til og med 18. februar 2022
| Nr. | Spiller         | Mål | Periode              |
| --- | --------------- | --- | -------------------- |
| 1   | Olaf Ansorge    | 118 | 1981-1992            |
| 2   | Frank Plagge    | 111 | 1986-1992, 1993-1995 |
| 3   | Siegfried Reich | 95  | 1978-1981, 1992-1996 |
| 4   | Edin Džeko      | 85  | 2007-2011            |
| 5   | Grafite         | 75  | 2007-2011            |

## Danske spillere
| Spiller             | Periode   |
| ------------------- | --------- |
| Jann Jensen         | 1993-1998 |
| Claus Thomsen       | 1999-2002 |
| Michael Madsen      | 2001-2002 |
| Thomas Rytter       | 2002-2005 |
| Kim Madsen          | 2002-2004 |
| Jesper Christiansen | 2002-2003 |
| Peter Madsen        | 2003      |
| Thomas Kahlenberg   | 2009-2013 |
| Simon Kjær          | 2010-2011 |
| Nicklas Bendtner    | 2014-2016 |
| Jonas Wind          | 2022-     |
| Joakim Mæhle        | 2023-     |

## Nuværende Spillertrup
Oversigten er opdateret til og med 21. maj 2025 | Nr. | Land       | Position | Spiller                  |
| --- | ---------- | -------- | ------------------------ |
| 1   | Polen      | MM       | Kamil Grabara            |
| 2   | Tyskland   | FO       | Kilian Fischer           |
| 3   | Belgien    | FO       | Sebastiaan Bornauw       |
| 4   | Grækenland | FO       | Konstantinos Koulierakis |
| 5   | Danmark    | FO       | Mads Roerslev (leje)     |
| 6   | Belgien    | MI       | Aster Vranckx            |
| 7   | Danmark    | AN       | Andreas Skov Olsen       |
| 9   | Algeriet   | AN       | Mohammed Amoura          |
| 10  | Tyskland   | AN       | Lukas Nmecha             |
| 11  | Portugal   | AN       | Tiago Tomás              |
| 12  | Østrig     | MM       | Pavao Pervan             |
| 13  | Brasilien  | FO       | Rogério                  |
| 14  | Polen      | AN       | Bartosz Białek           |
| 16  | Polen      | AN       | Jakub Kamiński           |

| Nr. | Land      | Position | Spiller                     |
| --- | --------- | -------- | --------------------------- |
| 17  | Tyskland  | AN       | Kevin Behrens               |
| 18  | Slovakiet | FO       | Denis Vavro (leje)          |
| 19  | Kroatien  | MI       | Lovro Majer                 |
| 21  | Danmark   | FO       | Joakim Mæhle                |
| 22  | Frankrig  | FO       | Mathys Angély               |
| 23  | Danmark   | AN       | Jonas Wind                  |
| 24  | Tyskland  | FO       | Bence Dardai                |
| 27  | Tyskland  | MI       | Maximilian Arnold (anfører) |
| 29  | Tyskland  | MM       | Marius Müller               |
| 30  | Tyskland  | MM       | Niklas Klinger              |
| 31  | Tyskland  | MI       | Yannick Gerhardt            |
| 32  | Sverige   | MI       | Mattias Svanberg            |
| 33  | Tyskland  | FO       | David Odogu                 |
| 38  | Tyskland  | MI       | Bennit Bröger               |
| 39  | Østrig    | AN       | Patrick Wimmer              |
| 40  | USA       | MI       | Kevin Paredes               |

### Udlånt
| Nr. | Land     | Position | Spiller                                  |
| --- | -------- | -------- | ---------------------------------------- |
|     | Tyskland | MM       | Philipp Schulze (Udlånt til Hallescher)  |
|     | Frankrig | FO       | Nicolas Cozza (Udllånt til Nantes)       |
|     | Tyskland | FO       | Felix Lange (Udlånt til SV Rödinghausen) |
|     | Tjekkiet | MI       | Lukáš Ambros (Udlånt til Freiburg II)    |

| Nr. | Land     | Position | Spiller                                  |
| --- | -------- | -------- | ---------------------------------------- |
|     | Kroatien | MI       | Bartol Franjić (Udlånt til Darmstadt 98) |
|     | Tyskland | AN       | Maximilian Philipp (Udlånt til Freiburg) |
|     | Tyskland | AN       | Luca Waldschmidt (Udlånt til Köln)       |